# Anatopynia apicinella
Anatopynia apicinella är en tvåvingeart som först beskrevs av Freeman 1959.  Anatopynia apicinella ingår i släktet Anatopynia och familjen fjädermyggor. Inga underarter finns listade i Catalogue of Life.